# Buscador de autógrafos
Buscador de autógrafos es un cortometraje de la serie cinematográfica estadounidense Donald Duck que cuenta con el Pato Donald como un cazador de autógrafos en Hollywood. Muchos famosos de la década de los años treinta aparecen. Esta es la primera vez donde el dibujo animado del Pato Donald aparece con su sombrero azul de marinero.

## Argumento
El Pato Donald intenta entrar en un estudio de Hollywood para encontrar famosos dispuestos a firmarle un autógrafo. Un guardia de seguridad en la puerta le impide entrar en el edificio. Donald consigue entrar colándose en la limusina con Greta Garbo, simulando ir con ella. El oficial de policía se da cuenta de que le ha engañado y persigue a Donald, quien entra en una habitación con el nombre de “Mickey Rooney”. Dentro Mickey Rooney se está vistiendo delante del espejo y Donald le pide su autógrafo. Rooney escribe su nombre en el libro de Donald y lo hace desaparecer y reaparecer con un truco de magia. A Donald no le hace gracia ese juego y trata de impresionar a Rooney haciendo un truco parecido con un huevo. Sin embargo, para Rooney es obvio que el huevo está escondido debajo del sombrero de Donald y lo aplasta y se ríe a carcajadas. Donald se enfada muchísimo y empieza a agitar los puños mientras Rooney consigue poner un violín en las manos de Donald, y empieza a bailar un baile irlandés que Donald está tocando. Cuando Donald se da cuenta de que le han engañado por tercera vez, le tira el violín a Rooney. Este se agacha para esquivarlo y el instrumento aterriza en la cara del de seguridad. 
Alarmado, Donald huye y se esconde debajo de una campana de cristal que lleva el actor Henry Armetta. Cuando el guardia descubre el lugar en el que se esconde Donald, el pato corre a otro plató lleno de hielo. Allí, conoce a Sonja Henie y le pide un autógrafo. Henie escribe su nombre sobre la pista patinando, por tanto Donald tiene que cargar con el hielo. Mientras camina por un plató que simula el desierto, Donald descubre que el hielo se ha derretido. Se da cuenta de que hay una tienda de campaña en la que se ve la sombra de tres mujeres bailando la danza del vientre, que al final resultan ser los Ritz Brothers. Emocionado, les pidió un autógrafo, pero comportándose como unos pirados saltan sobre Donald y firman su trasero con el nombre del grupo. Enfadado, Donald, les lanza una lata de pintura a la cabeza, que sin embargo, se estampa contra la cara del guardia.
De nuevo, Donald tiene que huir, y corre hacia un castillo con una señal de The road to Mandalay que al final resulta ser solo decorado. Después de darse un cabezazo contra ella y darse cuenta de su error, corre en otra dirección. En unas escaleras se choca contra Shirley Temple. Ella también le reconoce, y le pide un autógrafo. Ambos se sientan para intercambiar autógrafos y Donald, entusiasmado de por fin tener su primer autógrafo real, salta en el aire con alegría.
Entonces, de repente, el guardia por fin lo agarra y trata de golpearle con su porra. Shirley le dice que deje a Donald solo y a causa de la sorpresa, él se cae al suelo (¿El pato Donald? ¿Di-di-di-dijiste “el pato Donald”?). Otros actores de Hollywood escuchan su comentario y, entusiasmadamente, corren a pedirle a Donald que les firme un autógrafo (Siguiendo un orden cronológico: Greta Garbo, Clark Gable, las hermanas Andrews, Charlie McCarthy, Stepin Fetchit, Roland Young, El llanero solitario montado en su caballo Silver, Joe E. Brown, Martha Raye, Hugh Herbert, Irvin S. Cobb, Edward Arnold, Katharine Hepburn, Eddie Cantor, Slim Summerville, Lionel Barrymore, Bette Davis, Groucho Marx, Harpo Marx, Mischa Auer, Joan Crawford y Charles Boyer). Cuando el policía le pide a Donald que firmara su libro de autógrafos y le ofrece su bolígrafo, Donald echa un chorro de tinta en la cara del policía. Mientras la tinta chorrea por la cara del agente y escribe el nombre en su pecho, Donald se ríe de forma histérica.